# Щастя вам, дівчатка!
«Щастя вам, дівчатка!» (азерб. Var olun, qızlar) — радянський художній фільм радянського режисера Ельдара Кулієва, знятий у 1972 році на кіностудії «Азербайджанфільм».

## Сюжет
На одному з Апшеронських пляжів знімається фільм про школяра Тофіка Гусейнова, який загинув кілька років тому, рятуючи потопаючих в море дітей. Щоб краще зобразити вигляд загиблого, виконавець головної ролі Іса приймає рішення розшукати врятованих і вислухати їхні спогади про героя.

## У ролях
| Актор              | Роль            |
| ------------------ | --------------- |
| Рафаель Дадашев    | Іса             |
| Валентина Асланова | Солмаз          |
| Олена Чухрай       | Сона            |
| Нурангіз Кулієва   | Зейнаб          |
| Гасан Турабов      | Шамсі           |
| Сусанна Меджидова  | Шахла-ханум     |
| Анар Рзаєв         | Мурад           |
| Арзу Сафарова      | Нігяр           |
| Софа Басірзаде     | Сакіна-ханум    |
| Омур Нагієв        | Рустам          |
| Мухтар Манієв      | кінематографіст |
| Гусейнага Садигов  | Гамбар          |

## Знімальна група
- Режисер — Ельдар Кулієв
- Сценаристи — Алла Ахундова, Гусейн Сеїд-заде
- Оператор — Аріф Наріманбеков
- Композитор — Полад Бюль-Бюль огли
- Художник — Кяміль Наджафзаде